# Cyrtolobus parvulus
Cyrtolobus parvulus är en insektsart som beskrevs av Robert E. Woodruff. Cyrtolobus parvulus ingår i släktet Cyrtolobus och familjen hornstritar. Inga underarter finns listade i Catalogue of Life.